# Josiah James
Josiah-Jordan James (Charleston, 5 settembre 2000) è un cestista statunitense.

## Carriera

### Nazionale
Nel 2018 ha vinto la medaglia d'oro ai Campionati americani Under-18.

## Palmarès
- McDonald's All-American (2019)